# Edvin Stenwall
Edvin Edvard Stenwall (till 1922 Sulonen), född 26 juli 1899 i Pargas, död 13 juni 1976 i Vasa, var en finländsk präst och fredsaktivist.
Stenwall prästvigdes 1922 och blev samma år tillförordnad kyrkoherde i Munsala samt 1925 tillförordnad kyrkoherde i Solf. Vidare tjänstgjorde han som kaplan i Närpes 1926–1943 och kyrkoherde där 1943–1970.
Stenwall var verksam inom freds- och nykterhetsarbetet; han utgav 1926–1939 tidskriften Frid på jorden och grundade 1929 föreningen Närpes fredsvänner, där han var ordförande fram till 1952. År 1959 grundade han Närpes pensionärshemsförening, vars ordförande han var fram till 1976. Därtill innehade han ett stort antal andra lokala förtroendeposter – han var bland annat ordförande i Närpes kommunalfullmäktige 1946–1956 – och var riksdagsledamot för Svenska folkpartiet 1936–1938. Hans memoarer från ungdomsåren utgavs postumt 1976 under titeln Frid på jorden.
År 1968 utnämndes Stenwall till teologie hedersdoktor vid Åbo Akademi.